# Байгун
Байгун (каз. Байгүн) — озеро в Мендыкаринском районе Костанайской области Казахстана. Находится в 13 км к северо-востоку от села Сосна.
По данным топографической съёмки 1944 года, площадь поверхности озера составляет 2,6 км². Наибольшая длина озера — 2,3 км, наибольшая ширина — 1,6 км. Длина береговой линии составляет 6,4 км, развитие береговой линии — 1,12. Озеро расположено на высоте 90,2 м над уровнем моря.